# Reksio
Reksio este un personaj de desene animate creat de polonezul Lechosław Marszałek. Este personajul central dintr-o serie de desene animate poloneze produse între anii 1967-1990 de Studioul de film de desene animate din Bielsko-Biała, voievodatul Silezia, Polonia.

## Desene animate
Povestea desenelor urmărește aventurile de care are parte câinele de rasă terrier pătat Reksio alături de alte personaje din lumea animală, precum și persoanje umane.

## Jocuri video
Compania poloneză din Gdańsk Aidem Media a dezvoltat și lansat o serie de jocuri video cu personajul Reksio care au fost comercializate și în alte țări din Europa Centrală și de Est, inclusiv în România prin ErcPress Educațional.
- Liczę z Reksiem/Numărătoarea cu Reksio (joc educațional puzzle) - 2001[2]
- Abc z Reksiem/Abecedarul cu Reksio (joc educațional puzzle) - 2001[3]
- Reksio i Skarb Piratów/Reksio și comoara piratilor (joc de aventură) - 2003[4]
- Wesołe przedszkole Reksia/Reksio la grădinița veselă (joc educațional puzzle) - 2003[5]
- Reksio i UFO/Reksio și OZN-ul (joc de aventură)- 2003[6]
- Reksio i ortografia/Reksio și ortografia (joc educațional puzzle) - 2003[7]
- Reksio i Czarodzieje/Reksio și magicienii (joc de aventură) - 2004[8]
- Reksio i Wehikuł Czasu/Reksio și mașina timpului(joc de aventură) - 2004[9]
- Reksio i kapitan Nemo/Reksio și capitanul Nemo (joc de aventură)- 2006[10]
- Reksio i Kretes w Akcji!/Reksio și Kretes în acțiune(joc arcade) - 2007[11]
- Reksio i Kretes: Tajemnica Trzeciego Wymiaru/Reksio și  Kretes - Misterul celei de a treia dimensiuni(joc arcade) - 2007[12]
- Łamigłówki Reksia: Wielki Odkrywca - 2008[13]
- Reksio i Miasto Sekretów/Reksio și orașul secretelor (joc de aventură) - 2009 pentru PC și 2011/2012 pentru iOS[14]